# 高錫·薩路斯基
高錫·薩路斯基，（1974年4月10日），馬其頓职业足球运动员，曾效力于馬特斯堡等球會，也是馬其頓國家隊球員。
他曾保持著代表國家隊場數最多的紀錄，並上陣了一百場國際賽，直至近年才被戈蘭·潘德夫超越。

## 生涯

### 球會生涯
薩路斯基於1994年從當地球會樸比達開始他的職業生涯，效力兩季後轉投克羅地亞球會哈伊杜克。經過一個半賽季，他轉到英格蘭球會錫周三，1999年1月，他重返克羅地亞．與薩格勒布戴拿模簽了為期兩年半的合約。2004年6月，他到日本加盟仙台維加泰，一個半賽季後，在2005年1月重返迪薩格勒布戴拿模。2005年7月，他加盟土耳其球會迪亞巴克士邦，度過了一個賽季，他轉投馬特斯堡，簽署了一份為期兩年的合同，之後一路待至2011年球季結束後便宣布退役。

### 國際賽生涯
薩路斯基在1996年開始代表國家隊上陣，現時累積100次上陣紀錄和8個入球。
2006年8月16日，薩路斯基成為2008年歐國盃外圍賽第一個進球的球員，協助馬其頓在客場以1-0擊敗愛沙尼亞。
在2010年5月與亞塞拜然的友誼賽結束後，也是他最後一場國際比賽。

## 連結
- Career history （页面存档备份，存于） at National Football Teams
- Career history at Weltfussball.de （德文）
- Profile at Macedonian Football （页面存档备份，存于） （英文）